# 陳該發
陳該發（1968年11月9日—），綽號發哥、筆記王，為台灣的棒球選手之一，曾經效力於中華職棒三商虎、第一金剛及La New熊隊，守備位置為右外野手。
陳該發為台灣本土第一位達成完全打擊的棒球選手，也是唯一在兩聯盟皆打出完全打擊的球員。

## 經歷
- 台南市立人國小少棒隊
- 臺北縣板橋國中青少棒隊（榮工）
- 台南市南英商工青棒隊
- 陸光棒球隊
- 合作金庫棒球隊
- 中華職棒三商虎（1996年－1999年）
- 台灣大聯盟嘉南勇士（2000年－2002年）
- 中華職棒第一金剛（2003年）
- 中華職棒La New熊（2004年－2005年）

- 中華職棒La New熊二軍打擊教練（2006年～2009年2月）
- 中華職棒La New熊打擊教練（2009年3月～2011年1月5日）
- 中華職棒Lamigo桃猿二軍打擊教練（2011年1月6日～2012年5月30日）
- 中華職棒Lamigo桃猿球探（2011年1月6日～2013年）
- 中華職棒Lamigo桃猿打擊教練（2012年5月31日～2015年6月3日）
- 中華職棒Lamigo桃猿二軍打擊教練（2015年6月4日～12月10日）
- 中華職棒義大犀牛打擊教練（2015年12月14日-2016年10月31日）
- 中華職棒富邦悍將打擊教練（2016年11月1日-）

## 特別記錄
1997年，在中華職棒三商虎，成為中職史上首位完全打擊的本土打者。
2001年，在台灣大聯盟嘉南勇士隊，達成完全打擊，為台灣大聯盟首位達成完全打擊的選手。

## 職棒生涯成績
- 粗體字為全聯盟當年最佳或最高成績

| 年度   | 球隊     | 出賽 | 打數 | 安打 | 全壘打 | 打點 | 盜壘 | 四死 | 三振 | 壘打數 | 雙殺打 | 打擊率 |
| ------ | -------- | ---- | ---- | ---- | ------ | ---- | ---- | ---- | ---- | ------ | ------ | ------ |
| 1996年 | 三商虎   | 97   | 377  | 98   | 9      | 32   | 9    | 29   | 73   | 150    | 6      | 0.260  |
| 1997年 | 三商虎   | 91   | 355  | 89   | 8      | 41   | 10   | 30   | 92   | 136    | 9      | 0.251  |
| 1998年 | 三商虎   | 103  | 392  | 102  | 16     | 56   | 11   | 32   | 103  | 177    | 11     | 0.260  |
| 1999年 | 三商虎   | 86   | 310  | 98   | 9      | 35   | 8    | 45   | 59   | 152    | 1      | 0.316  |
| 2003年 | 第一金剛 | 78   | 248  | 57   | 5      | 26   | 3    | 17   | 57   | 81     | 8      | 0.230  |
| 2004年 | La New熊 | 54   | 153  | 33   | 2      | 10   | 1    | 7    | 36   | 43     | 4      | 0.216  |
| 合計   | 6年      | 509  | 1835 | 477  | 49     | 200  | 42   | 160  | 420  | 739    | 39     | 0.260  |

## 外部連結
- 陳該發在台灣棒球維基館上的頁面（繁體中文）
- 陳該發在中華職棒
- 陳該發在Baseball-Reference.com（小聯盟以及海外聯盟）（英语）

| 前任： 羅偉 | 中華職棒完全打擊締造者 1997年3月9日 | 繼任： 黃貴裕 |